# 金牌特務 (漫畫)
《金牌特務》（英語：Kingsman）是一系列漫畫作品，始於2012年的漫畫《The Secret Service》。 其後兩部漫畫《The Big Exit》和《The Red Diamond》分別於2017年和2018年出版。系列由馬克·米勒與戴夫·吉本斯創作。該系列起初被稱作《The Secret Service》，後來為配合首部改編電影而重新命名。

## 系列作品
- 《The Secret Service》（2012–13）
- 《The Big Exit》（2017）
- 《The Red Diamond》（2017–18）

## 改編作品

### 電影
- 《金牌特務》（2014）
- 《金牌特務：機密對決》（2017）
- 《金牌特務：金士曼起源》（2021）

## 註解
1. ↑  在該漫畫系列第一卷的新收藏版本中，《The Secret Service》被重新改名為電影的片名《Kingsman: The Secret Service》，當中所有提及軍情六處的地方也被改為「金士曼」。